# Розумний Михайло Олександрович
Миха́йло Олекса́ндрович Розу́мний (рос. Михаил Александрович Разумный; англ. Mikhail Rasumny; 13 травня 1890, Одеса, Херсонська губернія — 17 лютого 1956, Вудленд-Гіллз, Каліфорнія) — російський та американський режисер-постановник, актор театру, кіно й телебачення, антрепренер.

## Біографія
Михайло Розумний народився 13 травня 1890 року в місті Одеса Херсонської губернії Російської імперії в сім'ї відомого кантора Соломона Ефраїма Залмана Розумного (1866—1905), — у різні роки головного кантора Великої синагоги Миколаєва, синагоги «Зохвей цедек» у Кишиневі та Нової (Шалашної) синагоги на Катерининській вулиці в Одесі.
Почав театральну кар'єру після смерті батька. Спочатку працював у Санкт-Петербурзьких театрах (зокрема в театрі «Криве дзеркало»), потім — у Московському художньому театрі. Після закриття «Кривого дзеркала» 1918 року деякий час керував власним театром-кабаре в Москві (театр М. О. Розумного). До кінця 1918 року театр перейшов на драматичний репертуар. Театр Розумного тимчасово припинив своє існування в лютому 1919 року, коли адміністрація «Палас-театру» відмовилася підписати контракт на подальшу оренду свого приміщення; проте вже 25 березня вистави відновилися.
7 лютого 1919 року разом із Михайлом Пустиніним організував у Вітебську перший Театр революційної сатири (Теревсат у будівлі кінотеатру «Рекорд»), яким керував у 1919—1922 роках (там же працювала його дружина — акторка Анастасія Чаадаєва). Вистави театру оформляв місцевий художник М. З. Шагал. 15 квітня 1920 року театр переїхав до Москви (Театр Революційної Сатири під керуванням М. О. Розумного в приміщенні колишнього театру «Парадиз»), з 1921 року театр розташовувався в приміщенні ресторану «Слов'янський базар» (Нікольська вулиця, 17), з 1922 року — на вулиці Велика Дмитрівка, 17 (у будівлі нинішнього Музичного театру імені К. С. Станіславського і В. І. Немировича-Данченка), Розумний залучив до роботи в театрі режисера Давида Гутмана. У 1922 році виявилося, що Михайло Розумний в умовах НЕПу зайнявся підприємницькою діяльністю як імпресаріо, його змістили з посади керівника трупи, а сам театр незабаром розформували. Остання програма театру була представлена 22 квітня 1922 року. У жовтні того ж року на основі трупи був утворений Театр революції.
У 1927 році, бувши на гастролях з Московським художнім театром, залишився в Берліні. Співпрацював у Літературно-драматичному товаристві імені Островського, знімався в німому кіно. Дебютував у картині «Перший поцілунок» 1928 року; того ж року знявся у фільмі «Любовна пригода Распутіна», 1929-го — у картинах «Діана — історія парижанки», «Наречена контрабандиста з Майорки» і «Святий чи блудниця», 1930-го — у картині «Стара пісня». Потім переїхав до Парижа, де 1933 року відкрив Єврейський театр-ревю «Бешкетник», а 1934 року — іншу театральну трупу на їдиші «Парізер Азазель». Пізніше разом з Євреїновим, Рощиною-Інсаровою і Костровою створив театр «Бродячі комедіанти». Грав у складі Празької групи Московського художнього театру 1935 року.
У 1937 році Михайло Розумний переїхав до США, там 1938 року працював на радіостанції WELD, потім знімався в кіно в Голлівуді на студіях MGM і Paramount (головним чином в «етнічних» ролях). У 1938 році заснував у Нью-Йорку Єврейську драматичну студію. У 1940 році знявся в головній ролі в кінокартині Едґара Ульмера на їдиші «Американський сват», що стала його дебютною кінороллю в США.
Помер 17 лютого 1956 року в Лос-Анджелесі. Похований на єврейському кладовищі «Бет Олам» у Лос-Анджелесі.